# Парнозуб зубчастий
Парнозуб зубчастий (Zygodon dentatus) — вид мохів порядку прямоволосникальних (Orthotrichales).

## Поширення
Батьківщиною є Європа.
Мох росте особливо на гірських висотах у вологих або сухих, частково затінених до світлих, але не сонячних місцях на стовбурах листяних порід у відкритих лісах, на узліссях лісів або у фруктових садах. Рідко росте на скелях або стінах.

## Галерея

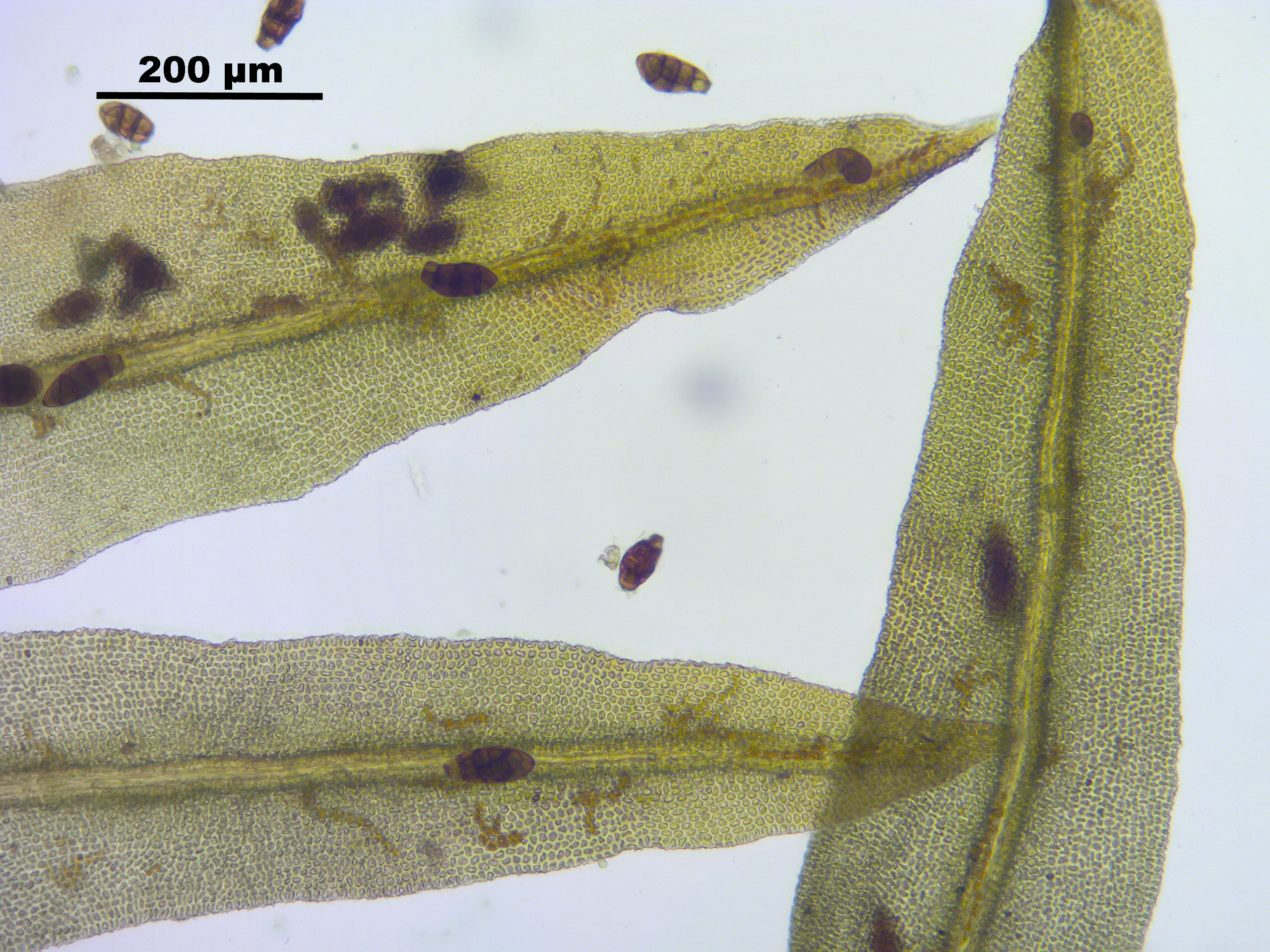
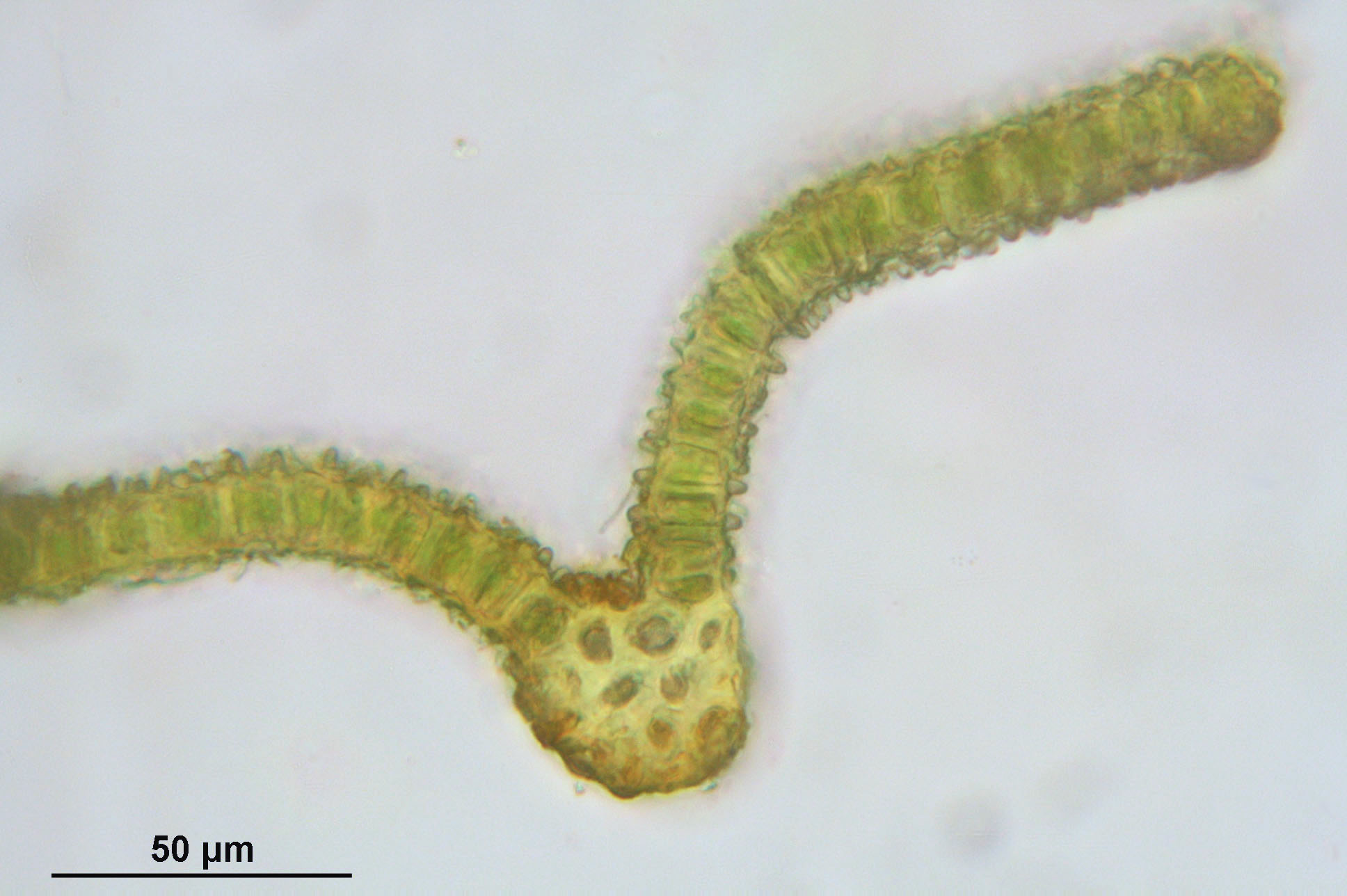
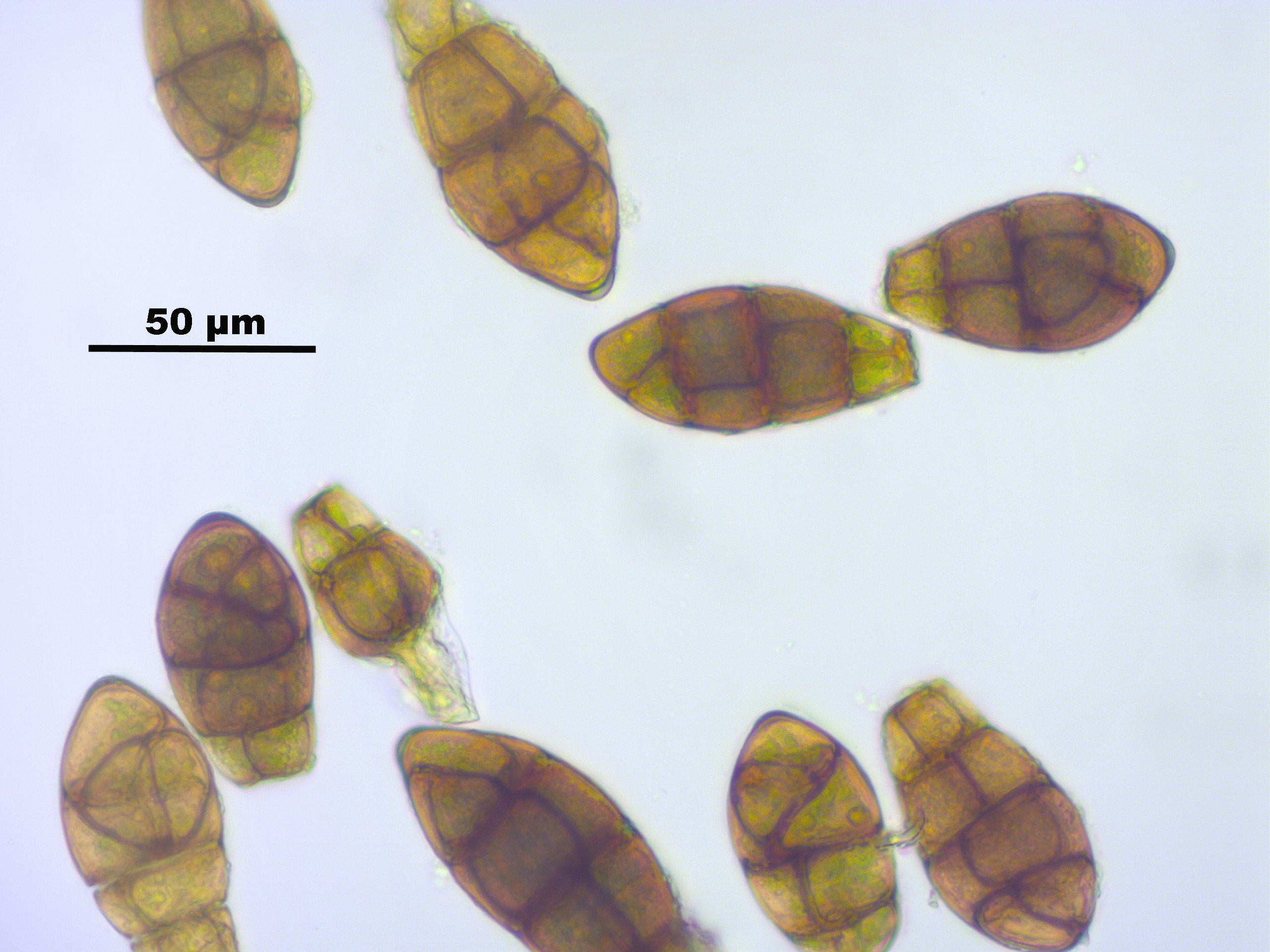

## Характеристика
Рослини заввишки до 1,5 см утворюють пухкі м’які газони з жовто-зеленою верхівкою. Прямовисні стебла мають кілька гілок. Яйцеподібно-ланцетні, кілюваті зверху гостро-загострені й завдовжки до двох міліметрів листки у вологому стані рідко стирчать, сухі й злегка закручені спіраллю. Листкова жилка тягнеться до верхівки листка. Біля верхівки листка край листка часто, але не весь, укритий одним або двома гострими зубцями. Вид дводомний. Спорогони зустрічаються дуже рідко. Тіла розмноження рясно сформовані, жовто-коричневі, яйцеподібні, шириною від 30 до 35 мікрометрів і довжиною від 50 до 75 мікрометрів.